# Monopodia
Monopodia – wers będący jedną stopą metryczną. W wierszu polskim monopodie nie występują z reguły samodzielnie, ale w przeplocie z dłuższymi wersami.